# Jayme Henrique Chemello
Jayme Henrique Chemello (ur. 28 lipca 1932 w São Marcos) – brazylijski duchowny rzymskokatolicki, w latach 1978–2009 biskup Pelotas.

## Życiorys
Święcenia kapłańskie przyjął 6 grudnia 1958. 11 lutego 1969 został mianowany biskupem pomocniczym Pelotas ze stolicą tytularną Bisica. Sakrę biskupią otrzymał 30 kwietnia 1969. 1 września 1977 został mianowany biskupem Pelotas. 1 lipca 2009 przeszedł na emeryturę.